# Župnija Ribnica
Župnija Ribnica je rimskokatoliška teritorialna župnija Dekanije Ribnica Nadškofije Ljubljana. Župnijska cerkev v Ribnici je posvečena sv. Štefanu, papežu in mučencu.
V župniji Ribnica so postavljene Farne spominske plošče, na katerih so imena vaščanov iz okoliških vasi (Breg, Breze, Bukovica, Dane, Doleni Lazi, Gorenji Lazi,  Gorenja vas, Goriča vas, Hrovača, Jurjevica, Kot, Nemška vas, Otavice, Ribnica, Sajevec, Slatnik, Sušje, Zadolje, Zapuže, Žlebič), ki so padli na protikomunistični strani v letih 1942–1945. Skupno je na ploščah 163 imen.

## Cerkve in kapele v ribniški župniji
- Župnijska cerkev svetega Štefana v Ribnici

Ribniška farna cerkev ima naslednje podružnične cerkve:
- cerkev Marijinega imena v Goriči vasi
- cerkev svete Trojice v Hrovači
- cerkev svetega Lenarta v Nemški vasi
- cerkev svete Ane v Mali gori
- cerkev svetega Križa v Brežah
- cerkev svetega Frančiška Ksaverija v Sajevcu

K farni cerkvi Ribnica spadajo tudi naslednje kapele:
- kapela Žalostne Matere božje v Žlebiču
- kapela Lurške Matere božje v Dolenjih Lazih
- kapela Marije Pomočnice v Danah
- kapela Marije Pomočnice kristjanov v Zadolju
- kapela Žalostne Matere božje v Otavicah
- kapela v Bukovici
- kapela v Slatniku
- kapela v Gorenjih Lazih
- kapela v Sušju
- kapela v Nemški vasi
- kapela v Sajevcu
- dve manjši kapeli na Jurjevici
- kapela Sv. Roka na Opekarski ulici v Ribnici
- Kaprolova kapela na Gorenjski cesti v Ribnici
- kapela Sv. Trojice v Hrovači
- kapela v smeri proti Hrovači
- kapela v Goriči vasi s kipom Brezmadežne
- kapela Srca Jezusovega v Mali gori
- Rudeževa kapela v Jelenovem Žlebu